# Alessandra Ferraro
Alessandra Grazia Ferraro (Ivrea, 1974) è una giornalista e conduttrice televisiva italiana.
Dal luglio 2023 ricopre la carica di direttore di Rai Isoradio.

## Biografia
Laureata in lettere all’Università degli Studi di Torino, ha conseguito un master in Comunicazione alla Pontificia Università Lateranense di Roma.
Nel 2001 entra in Rai, lavorando presso la sede valdostana del Telegiornale 3, successivamente ribattezzato in TGR nel 2002. All'interno di questa struttura, ha ricoperto diverse posizioni chiave nel corso degli anni. Tra il 2004 e il 2007, fu conduttrice delle varie edizioni del programma. Dal 2007 al 2009, svolse il ruolo di inviata. Successivamente, dal 2009 al 2012, ricoprì la carica di Capo Servizio. Nel 2012, le fu conferito il titolo di Vice Capo Redattore, una posizione che mantenne fino al 2020, quando fu ulteriormente promossa a Capo Redattore.
Dal 2004 al 2005 ha lavorato ad interim alla redazione esteri del TG1.
Nel 2008, è stata inviata dal Segretariato Sociale della RAI in Burkina Faso per un progetto di cooperazione che aveva l'obiettivo di formare i giornalisti della radio della capitale Ouagadougou, al fine di contribuire a diffondere strumenti comunicativi funzionali a dare impulso a un cammino di sviluppo locale.
Nel marzo 2019, ha fatto parte della delegazione vaticana inviata a Bangui, nella Repubblica Centrafricana, per l'apertura di una nuova struttura ospedaliera voluta da Papa Francesco e realizzata dall'Ospedale Pediatrico Bambino Gesù di Roma.
Il 13 giugno 2023, il CdA della Rai, ha deliberato favorevolmente sulla nomina di Alessandra Ferraro alla carica di direttrice del canale radiofonico Rai isoradio.

## Opere
- Alessandra Ferraro, Da Giovanni Paolo II a Benedetto XVI, Le Château, 2005, ISBN 887637020X.
- Alessandra Ferraro, «Non guardate la vita dal balcone...». Protagonisti della storia, Elledici, 2014, ISBN 9788801056426.
- Alessandra Ferraro, «Non guardate la vita dal balcone...». Francesco, testimone di speranza, Elledici, 2023, ISBN 9788801068719.

## Premi e riconoscimenti
- 2007 - Premio Saint-Vincent per il giornalismo
- 2013 - Premio Nazionale Spadolini
- 2016 - Premio giornalistico nazionale “Natale Ucsi” per la TV (promosso dall’Unione Cattolica Stampa Italiana)
- 2019 - Premio Eccellenze al lavoro (promosso da Confindustria)